# Giovanni Cecini
Giovanni Cecini (Roma, 4 luglio 1979) è uno storico italiano.

## Biografia
Nato e cresciuto nel quartiere romano dell'Appio-Latino, nel 1998 si diploma al Liceo scientifico Newton di Roma. Si iscrive quindi alla facoltà di Scienze Politiche dell'Università La Sapienza di Roma, conseguendo la laurea nel 2003 in Storia militare con una tesi sull'applicazione della normativa antiebraica fascista nelle Forze armate italiane. Lo studio riprendeva e sviluppava un precedente lavoro del defunto generale Alberto Rovighi. Negli anni, con lo Stato maggiore dell'Esercito italiano, si è concentrato sulla realizzazione di alcuni volumi dedicati all'organizzazione delle Forze Armate, allo studio delle uniformi e delle decorazioni dei reparti italiani. Nel frattempo consegue una seconda laurea in Storia contemporanea nel 2007, con una tesi sulla politica militare italiana in Turchia dopo la prima guerra mondiale.
Nel 2008 pubblica le sue prime due monografie. Diviene prima socio dell'Istituto per la storia del Risorgimento italiano, poi della Società italiana di Storia militare e della Società Italiana per lo Studio della Storia Contemporanea. Nello stesso periodo inizia a collaborare con il Museo storico della Guardia di Finanza e poi con l'Ufficio Storico dello Stato Maggiore della Difesa (già Commissione Italiana di Storia Militare). 
Tra il 2008 e il 2012 collabora con Rai Storia per alcuni documentari di storia militare. Nel 2015 è divenuto membro del Comitato di studi storici del Museo storico della Guardia di Finanza ed è stato chiamato a redigere alcuni lemmi del Dizionario biografico degli italiani edito dall’Istituto della Enciclopedia Italiana. Dal 2015 fa parte del collegio dei redattori della rivista «Quaderni del Nastro Azzurro» ed è membro del Centro Studi sul Valor Militare (CeSVaM), ente culturale dell'Istituto Nazionale del Nastro Azzurro.
In parallelo, nell'anno accademico 2009-2010, come cultore della materia, è docente di Storia delle istituzioni militari presso la facoltà di Scienze Politiche della Sapienza affiancando il titolare pro tempore dell'insegnamento Piero Crociani, mentre in quello 2011-2012 ha ricoperto il medesimo incarico negli in Diritto internazionale e Diritto dell'Unione Europea presso la facoltà di Economia sempre dello stesso ateneo. 
Dal 2018 è infine docente nei Master di I livello Storia Militare Contemporanea 1796-1960, Politica militare comparata dal 1945 ad oggi. Dottrina, strategia, armamenti e Terrorismo e antiterrorismo internazionale. Obiettivi, piani e mezzi presso l'Università degli Studi Niccolò Cusano di Roma.
Come appassionato di militaria ha partecipato a rievocazioni e celebrazioni di battaglie della seconda guerra mondiale tra cui lo sbarco di Anzio e lo sbarco in Normandia. Tra il 2019 e il 2021 partecipa ad eventi di rievocazione storica su Roma antica.

## Opere
- I soldati ebrei di Mussolini, Mursia, Milano, 2008, ISBN 978-88-425-3603-1
- Bandiere, Stendardi, Labari e Gagliardetti dei Corpi Militari dello Stato 1860-2006 con Stefano Ales e Franco Dell'Uomo, Ufficio Storico Stato Maggiore dell'Esercito, Roma, 2008, ISBN 978-88-87940-85-5
- Il Corpo di spedizione italiano in Anatolia (1919-1922), Ufficio Storico Stato Maggiore dell'Esercito, Roma, 2010, ISBN 978-88-96260-15-9
- Arrigo Procaccia di religione israelita. Un finanziere nella tempesta delle leggi razziali con Gerardo Severino, Chillemi, Roma, 2011, ISBN 978-88-96522-92-9
- Arnhem 1944, Chillemi, Roma, 2013, ISBN 978-88-96522-74-5
- La Guardia di Finanza nelle isole italiane dell'Egeo 1912-1945, Museo Storico della Guardia di Finanza / Gangemi Editore, Roma, 2014, ISBN 978-88-492-2866-3
- Militari italiani in Turchia (1919-1923), Ufficio Storico dello Stato Maggiore della Difesa, Roma, 2014, ISBN 9788898185016
- I 100 anni dell'elmetto italiano 1915-2015. Storia del copricapo nazionale da combattimento, Ufficio Storico dello Stato Maggiore della Difesa, Roma, 2015, ISBN 9788898185177
- I generali di Mussolini, Newton Compton, Roma, 2016, ISBN 978-88-541-9487-8 (edizione 2019, ISBN 978-88-227-2584-4; edizione 2023, ISBN 978-88-227-7996-0)
- Generali in trincea, Chillemi, Roma, 2017, ISBN 978-88-99374-26-6
- Giornata del Decorato. Atti del Convegno “Le Missioni di Pace ed il Valor Militare” – Atti del 4º Incontro “Nemici ieri, amici oggi” (a cura di) con Giancarlo Ramaccia, Quaderni del Nastro Azzurro, Roma, 2018,
- Il rovescio delle medaglie. I militari ebrei italiani 1848-1948, Mediascape-Edizioni ANRP, Roma, 2019, ISBN 978-88-89240-35-9
- Ebrei non più italiani e fascisti. Decorati, discriminati, perseguitati, Nuova Cultura, Roma, 2019, ISBN 978-88-336-5194-1
- Le Leggi razziali e il Valor militare. Antologia di testi e documenti, Nuova Cultura, Roma, 2019, ISBN 978-88-336-5201-6
- Operazione Market Garden, Chillemi, Roma, 2019, ISBN 978-88-99374-47-1
- L’incredibile storia della seconda guerra mondiale, Newton Compton, Roma, 2019, ISBN 978-88-227-3620-8 (edizione 2024, ISBN 978-88-227-8374-5)
- Il salvataggio italiano degli ebrei nella Francia meridionale e l'opera del Generale Maurizio Lazzaro de' Castiglioni, Ufficio Storico Stato Maggiore dell'Esercito, Roma, 2021, ISBN 978-88-96260-75-3
- La battaglia di Anzio e Nettuno, Chillemi, Roma, 2022, ISBN 978-88-99374-80-8
- I gerarchi fascisti, Newton Compton, Roma, 2022, ISBN 978-88-227-5327-4
- Albertone in divisa e la guerra sulla sabbia, L'Universale, 2023, ISBN 979-8378796878
- La vittoria del Kaiser, L'Universale, 2023, ISBN 979-8867483838
- Storia militare della guerra russo-ucraina. Volume primo 1917-2014, con Mirko Campochiari, Parabellum Edizioni, 2024, ISBN 9791298500398
- I grandi eroi italiani della seconda guerra mondiale, Newton Compton, Roma, 2025, ISBN 978-88-227-8467-4

## Premi
- Premio speciale Europa2010, all'interno dell'Edizione 2015 del Premio Cerruglio (V edizione).
- Premio Corsena 2020 (IV edizione).
- Finalista Sezione scientifica del Premio Acqui Storia, edizione 2021.